# Mulungu (Ceará)
Mulungu is een gemeente in de Braziliaanse deelstaat Ceará. De gemeente telt 11.914 inwoners (schatting 2009).
De gemeente grenst aan Guaramiranga, Baturité, Aratuba, Capistrano, Canindé en Caridade.